# ラビンドラ・アディカリ
ラビンドラ・プラサード・アディカリ（ネパール語: रविन्द्र प्रसाद अधिकारी、1969年5月5日 - 2019年2月27日）は、ネパールの政治家。ネパール共産党統一マルクス・レーニン主義派に所属し、2018年3月16日から彼が亡くなるまで文化・観光・民間航空大臣を務めていた。

## 経歴
アディカリは1969年5月5日に、ネパール王国のカスキ郡バラタ・ポカリで生まれた。統一共産党入党後はカスキ郡の党書記を務めたほか、2008年の王政廃止を受けた第1回制憲議会選挙では第3カスキ選挙区から出馬。13,386票を得て当選した。2013年の第2回制憲議会選挙でも同じく第3カスキ選挙区から出馬し、15,456票を得て再選を果たした。2013年より統一共産党中央委員会委員に選出され、翌年には立法議会の開発委員会委員長を務めた。2017年11月26日の立法選挙では連邦議会下院議員に選出された。2018年3月16日に、カドガ・プラサード・シャルマ・オリ首相の下で文化・観光・民間航空大臣に就任した。
2019年2月27日、アディカリは搭乗していたヘリコプターの墜落事故に巻き込まれ、同乗していた首相顧問や治安機関職員らとともに死亡した。彼は空港建設に向けた視察を終え、パシブハラ・デヴィ寺院から首都カトマンズへ戻る途中だった。

## 選挙結果
2017年連邦議会下院選挙、第2カスキ選挙区
| 政党           | 候補者                             | 得票   | 結果 |
| -------------- | ---------------------------------- | ------ | ---- |
| 統一共産党     | ラビンドラ・プラサード・アディカリ | 27,207 | 当選 |
| ネパール会議派 | デヴラジ・チャリセ                 | 18,661 | 落選 |

## 著書
- 『Constituent Assembly, Democracy and Restructure of the state』（制憲議会, 民主主義と国家の再編） - 2005
- 『Samriddha Nepal』（ネパールの繁栄） - 2016